# Yan Hui Li
Yan Hui Li (kinesiska: 李延辉, Li Yanhui), född 1930, död 2016, var en kinesisk botaniker.
Auktorsnamnet Y.H.Li kan användas för Yan Hui Li i samband med ett vetenskapligt namn inom botaniken; se Wikipediaartiklar som länkar till auktorsnamnet.